# Curt Pasel
Ludolf Curt Pasel (* 20. Juni 1876 in Köthen; † 30. Januar 1944 in Berlin) war ein deutscher Beamter, der zuletzt als Ministerialdirigent im Reichswirtschaftsministerium tätig war. Nach ihm ist der Paselstollen bei Bad Gastein in Österreich benannt.

## Leben
Pasel wurde in der einstigen Residenzstadt Köthen im Herzogtum Anhalt geboren, wo er auch die Schule besuchte. Danach schlug er eine Verwaltungslaufbahn im Montanwesen ein. 1900 wurde er zum Bergreferendar und vier Jahre später nach erfolgreich abgelegter Prüfung zum Bergassessor beim preußischen Ministerium für Handel und Gewerbe, Berg-, Hütten- und Salinenverwaltung, ernannt. Nachdem er zwei Jahre bei der königlich-preußischen Bergbauverwaltung in Obernkirchen tätig gewesen war, stellte er sich ab 1906 in Deutsch-Südwestafrika in den deutschen Kolonialdienst. 1909 übernahm er die Direktion der Kolonialen Bergbau-Gesellschaft und schied im Folgejahr aus dem Staatsdienst aus, in den er jedoch bereits 1912 zurückkehrte, um im Reichskolonialamt tätig zu werden. 1914 wurde er zum Regierungs- und Bergrat und 1919 zum Geheimen Bergrat ernannt. Bereits im darauffolgenden Jahr wurde er zum Ministerialrat befördert und war fortan im Reichsministerium für Wiederaufbau tätig, bis dieses Ministerium 1924 aufgelöst wurde und Pasel als Ministerialrat beim Reichskommissar für Reparationslieferungen tätig wurde.
Nachdem Pasel 1929 im Reichsausgleichsamt als Direktor und Gruppenleiter tätig gewesen war, erfolgte im März 1931 seine Übernahme in das Reichs- und Preußische Wirtschaftsministerium. Hier wurde er 1940 zum Ministerialdirigenten befördert. Er war dort zuletzt Vertreter des Leiters der Abteilung Bergbau, Oberberghauptmann Oskar Gabel.
Neben seiner Beamtentätigkeit war er Mitglied der Gesellschaft Metall und Erz. Außerdem war er Aufsichtsratsvorsitzende der Mansfelder Kupferschieferbergbau AG in Eisleben. Pasel starb bei einem Luftangriff auf Berlin.

## Ehrungen
Für seine Verdienste um den Bergbau wurde ihm 1937 die Agricola-Gedenkmünze verliehen und später ein nach dem „Anschluss“ Österreichs bei Bad Gastein im Jahre 1943 angelegter Stollen nach ihm benannt. Nach seinem Tode gab die Egerländer Erzbergbau GmbH 1944 dem Wilhelmschacht bei Schönfeld den Namen Paselschacht.